# Su Xing
Su Xing( 苏醒, Allen Su) (nacido el 5 de marzo de 1984) es un cantante, compositor y actor chino. Consiguió el segundo lugar en la edición de 2007 de Super Boy, un concurso de canto a nivel nacional dirigido a jóvenes participantes masculinos transmitido por la cadena televisiva Hunan TV por vía satélite. Aunque sólo tenía 23 años de edad durante su participación en el concurso, Allen fue mucho mejor que otros jóvenes de su edad. Después de ganar el concurso, lanzó su primer EP, entre ellos seis nuevas canciones, de las cuales dos fueron escritas por el mismo Allen.
Nacido en Xi'an, la capital de la provincia noroccidental china de Shaanxi, desde niño Allen siempre había sido un excelente estudiante. Cuando tenía 17 años, sus padres lo enviaron a Sídney, Australia, para continuar sus estudios. Allen logró estudiar administración de empresas en el Macquarie University con una excelente puntuación de IELTS de 8,5, pero pronto se dio cuenta de que él no estaba interesado en los negocios y lo que realmente le apasionaba era la música, por lo que fue trasladado al SAE Sídney College para estudiar en los medios digitales. Allen volvió a China para participar en un concurso de 2007 en el programa televisivo Super Boy con la simple intención de conocer gente que podría introducirle en las compañías discográficas, y para ayudar a iniciar su carrera. Después de la contienda volvió a Sídney para terminar sus estudios, logrando la Licenciatura en Medios Digitales en 2008.

## Carrera

### 2006: TVB8 Nuevos premios y talentos
En 2006, Allen participó en el programa Nuevos premios y talentos, concurso regional en Sídney, Australia para la 2 ª vez, ganó el campeonato y tuvo la oportunidad de pasar a la final internacional en Hong Kong. Obtuvo el sexto lugar en la final.
| Canción                    | Cantante Original    | Traducción al español |  |
| -------------------------- | -------------------- | --------------------- |  |
| 在雨中 feat.Hocc He 何韵诗 | Jiang Yu Heng 姜育恒 | Bajo la lluvia        |  |
| 谁是MVP                    | Will Pan 潘玮柏      | ¿Quién es el MVP?     |  |
| 比我对你更好的人           | Fengie Wang 汪佩蓉   | Mejor tú que yo       |  |

### 2007: Super Boy
En 2007 Allen formó parte del concurso televisivo de Super Boy, organizado éste por la cadena Hunan TV por vía satélite, en el que mediante el voto de sus fanes obtuvo el 2º puesto en la final.
| Fecha    | Evento         | Canción                                                            | Cantante Original                                                  | Votos     |
| -------- | -------------- | ------------------------------------------------------------------ | ------------------------------------------------------------------ | --------- |
| 07.04.18 | 西安赛区海选   |                                                                    |                                                                    |           |
| 07.05.02 | 西安赛区50进10 | Muzak                                                              | Boyz II Men                                                        | -         |
| 07.05.13 | 西安赛区10进1  | Fill me in Truly Madly Deeply 爱你就等于爱自己                     | Craig David Savage Garden Leehom Wang 王力宏                       | 65,814    |
| 07.05.25 | 13进11         | Oh Oh                                                              | Guy Sebastian                                                      | -         |
| 07.06.01 | 11进9          | 妹妹 解脱 All the Way                                              | Khalil Fong 方大同 李玖哲 Craig David                              | 211,823   |
| 07.06.09 | 9进7           | 爱是怀疑                                                           | Eason Chan 陈奕迅                                                  | -         |
| 07.06.15 | 7进6           | Fighter 被遗忘的时光                                               | Christina Aguilera Cai Qin 蔡琴                                    | -         |
| 07.06.22 | 6进5           | 南泥湾 爱很简单 小镇姑娘                                           | 郭兰英 David Tao 陶喆 David Tao 陶喆                               | -         |
| 07.06.29 | 5进4           | 屋顶 心中的日月 Miss Independent 洗牌                              | Jay Chou 周杰伦 Leehom Wang 王力宏 Kelly Clarkson 李玖哲           | -         |
| 07.07.06 | 4进3           | 我要你的爱 So Sick 我会好好过 Walking Away                         | 阿朵 Ne-Yo 李玖哲 Craig David                                      | 1,217,681 |
| 07.07.13 | 3进2           | Livin'La Vida Loca 还不是因为爱 勇气 爱的代价 朋友别哭             | Ricky Martin Allen Su 苏醒 梁静茹 张艾嘉 吕方                      | 570,651   |
| 07.07.20 | 2进1           | Supreme 爱如潮水&最美 三百六十五里路 Rock You A Song for Mama 秋天 | Robbie Williams 张信哲 & 羽泉 文章 Queen Boyz II Men Allen Su 苏醒 | 2,573,652 |

## Discografía

### Albums y EP (extended play)
| Tipo de álbum   | Información del álbum                                                           | Lista de canciones |
| --------------- | ------------------------------------------------------------------------------- | --- |
| Primer EP       | Autumn (秋天) - Lanzado: 18 de diciembre de 2007 - Laboratorio: Sony Music      | Ver listaTracklisting 1. Preface 2. 秋天 3. Happy Go 4. 幸福曾经来过 5. 分手的恋爱 6. Happy Go (Remix)                                                                |
| Primer estudio  | LONG.ING (想念·式) - Lanzado: 11 de mayo de 2010 - Laboratorio: Sony Music      | Ver listaTracklisting 1. 选秀明星 2. 一首想念的歌 3. MISS PRETTY 4. 后来你好吗 5. 1+1等于全世界 6. 想念式 7. SO I SAY 8. 浪漫旅程 9. 酷旋风 10. 你最醒目              |
| Segundo estudio | Present Tense (进行式) - Lanzado: 10 de junio de 2011 - Laboratorio: Sony Music | Ver listaTracklisting 1. 身旁 2. 假如爱是一种错 3. Party Queen 4. 我还在唱歌 5. 分裂 6. 下次再玩 7. 非偶像 8. I Will Be The.. 9. 只谈心不贪心 10. Be My Lady 11. 怕爱 |

### Otros
DVD
- 秋天首唱会(DVD) LIVE全记录 (2007.12.29)

Compilaciones
- 13 (2007)

| Canción      | Tiempo de la pista | Letrista           | Composición        | Productor    | Acuerdo            |
| ------------ | ------------------ | ------------------ | ------------------ | ------------ | ------------------ |
| 还不是因为爱 | 03'28"             | Li Tai Bo 李太伯   | Qu Peng Tao 曲澎涛 | Wang Lu 王璐 | Qu Peng Tao 曲澎涛 |
| 我最闪亮     |                    | Guo Jin Min 郭敬明 | Wu Men Qi 吴梦奇   |              |                    |

- 红星闪闪 (2009)

| Canción | Tiempo de la pista | Letrista          | Compositor | Productor            | Acuerdo              | Rap           |
| ------- | ------------------ | ----------------- | ---------- | -------------------- | -------------------- | ------------- |
| 南泥湾  | 03'16"             | He Jin Zhi 贺敬之 | Ma Ke 马可 | Zhang Ya Dong 张亚东 | Zhang Ya Dong 张亚东 | Allen Su 苏醒 |

### Singles
| Canción                           | Tiempo de la pista | Letrista          | Composición        | Producción       | Acuerdo             | Descripción               |
| --------------------------------- | ------------------ | ----------------- | ------------------ | ---------------- | ------------------- | ------------------------- |
| 谢谢你陪我一起过 (2008)           | 04'12"             | Allen Su 苏醒     | Allen Su 苏醒      | Allen Su 苏醒    | Allen Su 苏醒       | Birthday Song             |
| 还不是因为爱Remix (2008)          | 03'52"             | Li Tai Bo 李太伯  | Qu Peng Tao 曲澎涛 | Zhang Zhang 张张 | Zhang Zhang 张张    | Dance Party special remix |
| We Are Together 我们在一起 (2008) |                    | Allen Su 苏醒     | Allen Su 苏醒      | Zhang Zhang 张张 | Zhang Zhang 张张    | 汶川地震公益歌曲          |
| 好兄弟 (2008)                     |                    |                   | Khalil Fong 方大同 |                  |                     | feat. Khalil Fong 方大同  |
| I Wanna Run (2008)                |                    | Allen Su 苏醒     | Zhang Zhang 张张   |                  |                     | 奥运歌曲                  |
| 北京欢迎你 (2008)                 |                    | Lin Xi 林夕       | Xiao Ke 小柯       |                  |                     |                           |
| My Style 我的Style (2008)         | 03'39"             | Wen Yi Ren 翁乙仁 | Chen Lei 陈磊      |                  | Chen Lei 陈磊       | 康师傅辣旋风2008广告歌曲  |
| Love Rain 爱情雨 (2008)           | 04'14"             | Man Jiang 满江    | Man Jiang 满江     |                  |                     | feat. Dai Rao 戴娆        |
| It's the Magic (2009)             | 03'05"             | Allen Su 苏醒     | Allen Su 苏醒      |                  | Chen Lei 陈磊       | 湖南卫视金牌魔术师主题曲  |
| China China (2009)                |                    | Allen Su 苏醒     | Allen Su 苏醒      |                  | Lin Cong Yin 林从胤 | 建国六十周年献礼片        |

## Filmografía
- China Idol Boys (乐火男孩) (2009)

### Drama
Obra de teatro:  Sueño de una noche de verano
| Director                       | Liang Bo Long 梁伯龙                                                 |
| Actores y actrices principales | Yin Xiao Tian 印小天 Jiang Xiao Han 蒋小涵 Liu Ye 刘烨 Allen Su 苏醒 |
| Papel de Allen                 | Francis Flute                                                        |
| Fecha de estreno               | 2-11-2007                                                            |

### Apariciones en programas de variedades
| Año  | Programa        | Notas               |
| ---- | --------------- | ------------------- |
| 2017 | Give Me Five S1 | (ep. #9) - invitado |

## Premios y nominaciones
| Fecha      | Premios |
| ---------- | --- |
| 2003       | New Talent Singing Awards Sídney Contest, 3rd place 全球华人新秀歌唱大赛悉尼区第三                                                                                               |
| 2005       | 伯乐巨星挑战赛悉尼区冠军 |
| 2006       | New Talent Singing Awards Sídney Contest, Championship 全球华人新秀歌唱比赛悉尼区冠军 New Talent Singing Awards International Finals, 6th Place 全球华人新秀歌唱比赛总决赛第六名 |
| 2007       | Super Boy Contest Xi'an Regional Championship 快乐男声西安唱区冠军 |
| 2007       | Super Boy Contest Finals, 2nd Place快乐男声全国总决赛亚军 |
| 17-12-2007 | 腾讯星光大典年度潜力歌手 |
| 8-01-2008  | 精品十五年时尚大典流行音乐活力新秀奖 |
| 23-01-2008 | Esquire 时尚先生年度最具潜力男艺人奖 |
| 26-01-2008 | 雪碧原创音乐榜内地原创新人奖 |
| 05-2008    | 原创奥运单曲入选奥运征集歌曲60强，获得“推荐歌曲奖” |
| 23-12-2008 | 首届“蒙牛酸酸乳音乐风云榜新人盛典”年度最佳唱作新人奖 |
| 11-01-2009 | "念慈庵2008年度北京流行音乐典礼”年度最受欢迎的男新人奖(内地) |
| 19-06-2009 | 第六届“劲歌王”全球华人乐坛年度总选“劲歌唱作人王”和“最受欢迎广告歌” |